# Friedrich Fahrbach
Friedrich Fahrbach (Viena, 17 de juliol, 1809 - Verona (Itàlia), 19 de març, 1867), va ser un compositor i músic austríac.
Friedrich Fahrbach era germà d'Anton, Joseph i Philipp Fahrbach, senior. Format pel seu germà Joseph, va ser flautista amb Johann Strauss (pare) i Joseph Lanner, més tard va tenir la seva pròpia banda i va ser director de banda militar de 1848 a 1855. Més tard va treballar com a director musical i professor de música a Itàlia.
Va compondre valsos i marxes.

## Publicacions
- Tot sobre la dinastia Strauss. CD d'àudio, 1995